# Akaflieg Braunschweig
L’Association aéronautique de l’École technique supérieure de Brunswick (Flugwissenschaftliche Vereinigung an der Technischen Hochschule zu Braunschweig) a été fondée le 8 novembre 1922. Dès 1922 elle a entrepris la réalisation de planeurs expérimentaux désignés Segelflugzeug Braunschweig (SB). En 1924 débuta la réalisation d’appareils motorisés, les désignés Motorflugzeug Braunschweig (MB) s’intercalant dans la séquence de désignation des appareils. En 1930 l’association prit la décision d’aligner sa dénomination sur les autres sections aéronautiques universitaires, devenant Akademische Fliegergruppe Braunschweig (Akaflieg Braunschweig).
Recréé en août 1951, l’Akaflieg Braunschweig décide de se concentrer uniquement sur les planeurs. Comme quatre planeurs ont été construits avant-guerre, la première réalisation d’après-guerre est le SB-5. Il y eut donc deux SB 6.

## Réalisations d'avant-guerre
- Braunschweig SB 1 Storch : planeur biplan qui débuta ses essais en mars 1923 mais fut détruit sur accident en mai suivant.
- Braunschweig SB 2 Heinrich der Löwe : planeur monoplan à aile haubanée construit en 1923.
- Braunschweig SB 3 Brockenhexe : nouveau planeur biplan, inspiré du SB 1, qui vola à l’automne 1923.
- Braunschweig MB 4 Braunschweig : début 1924 les étudiants décidèrent de passer à la construction d’appareils motorisés. Monoplan à aile basse similaire du Heinkel He 18 (en), tracté par un Argus de 70 ch, le MB 4 prit l’air en juillet 1924. Il fut accidenté en 1929.
- Braunschweig MB 5 Wolfenbüttel : monoplan à aile haute dessiné par Karl Kadziora et construit au printemps 1925 pour la publicité aérienne ou la photographie. Une panne de moteur entraina sa destruction en 1929.
- Braunschweig SB 6 Till Eulenspiegel : planeur qui participa en 1926 au concours de la Röhn, remportant plusieurs épreuves.
- Braunschweig DP 9 : monoplan à aile haute réalisé en 1926, mais radié en 1929.
- Braunschweig MB 12 : en 1928 l’Idaflieg lança un concours pour avions légers. Cet avion remporta le second prix et sa construction fut achevée en 1930.

## Appareils réalisés après la Seconde Guerre mondiale
- Akaflieg Braunschweig SB-5 Danzig (en) : première réalisation d’après-guerre, le SB-5 était un planeur monoplace d’entraînement. Monoplan en bois à aile haute et empennage papillon de classe standard, il a effectué son premier vol le 3 juin 1956 mais a été perdu sur accident le 6 juin 1961.
  - Akaflieg Braunschweig SB-5b : évolution du précédent, qui bénéficie d’une aérodynamique plus évoluée, mais aussi d’aérofreins Schampp-Hirth au lieu du parachute de freinage de son prédécesseur. Une cinquantaine d’exemplaires ont été construits par la société Eichelsdörfer de Bamberg.
  - Akaflieg Braunschweig SB-5c : prototype réalisé en 1965 avec un fuselage réalisé en balsa et fibre de verre.
  - Akaflieg Braunschweig SB-5e : ce modèle qui devrait être construit en série par Eichelsdörfer répond à la nouvelle classe Club (16 m d’envergure).
- Akaflieg Braunschweig SB-6 : premier planeur réalisé en fibre de verre et balsa par l’Akaflieg Braunschweig. Le premier vol a eu lieu le 2 février 1961 mais ce prototype a été détruit accidentellement au cours de l’été 1964.
- Akaflieg Braunschweig SB-7 Nimbus (en) : planeur classe libre qui a volé en octobre 1962 et a subi de nombreuses modifications, devenant finalement SB7b.
- Akaflieg Braunschweig SB-8 (en) : monoplace classe libre qui a pris l’air en 1967. Un second prototype a volé en avril 1968.
- Akaflieg Braunschweig SB-9 Stratus (en) : planeur de 21 m d’envergure (classe libre) qui a pris l’air en 1969. C’est en fait un SB-8 à envergure allongée. Cet appareil a été abandonné en 1971, son aile étant utilisée pour le SB-10. Le fuselage est aujourd’hui conservé au musée allemand du Vol à Voile de Wasserkuppe.
- Akaflieg Braunschweig SB-10 Schirokko (en) : planeur expérimental biplace dont la voilure centrale (8 m d’envergure) était réalisée entièrement en matériaux composites et coiffée par les deux ailes du SB-9. Au moment de son premier vol, le 22 juillet 1972, c’était le plus grand planeur au monde, avec une envergure record de 29 m. Le 16 avril 1974 ce prototype a battu le record allemand de distance pour planeur biplace. Une tentative de record du monde ayant échoué en raison de la météo, huit membres de l’Akaflieg Braunschweig se rendirent en Australie au cours de l’hiver 1979/80, où quatre records du monde pour biplace furent battus en trois mois. Accidenté fin 2003, il a été réparé en 2007.
- Akaflieg Braunschweig SB-11 (en) : planeur de recherche qui a effectué on premier vol le 14 mai 1978. Il se caractérise par une voilure de 15 m d’envergure à géométrie variable. Cet appareil a gagné le Championnat du Monde dans la toute nouvelle Classe 15 mètres, piloté par Helmut Reichmann, tout juste deux mois après son premier vol.
- Akaflieg Braunschweig SB-12 (en) : premier planeur à voilure soufflée, ce prototype fut réalisé à partir d’un Hornet C. Il a volé pour la première fois le 6 avril 1980.
- Akaflieg Braunschweig SB-13 Arcus (en) : planeur sans queue, dont le premier vol remonte au 18 mars 1988. Réputé délicat à piloter, ce monoplace à une voilure de 15 m coiffée par des winglets. Depuis décembre 2006 il se trouve à l’atelier du Deutsches Museums à Munich-Oberschleißheim, où on tente de réparer et consolider l’atterrisseur.
- Akaflieg Braunschweig SB-14 : planeur prototype de 18 m d’envergure caractérisé par un profil laminaire. Cet appareil qui a pris l’air le 17 janvier 2003 parait nettement moins spectaculaire que les précédentes réalisations de l’Akaflieg Braunschweig, mais le but de ce programme est d’optimiser l’aérodynamique sur un planeur léger.